# 反跳作用

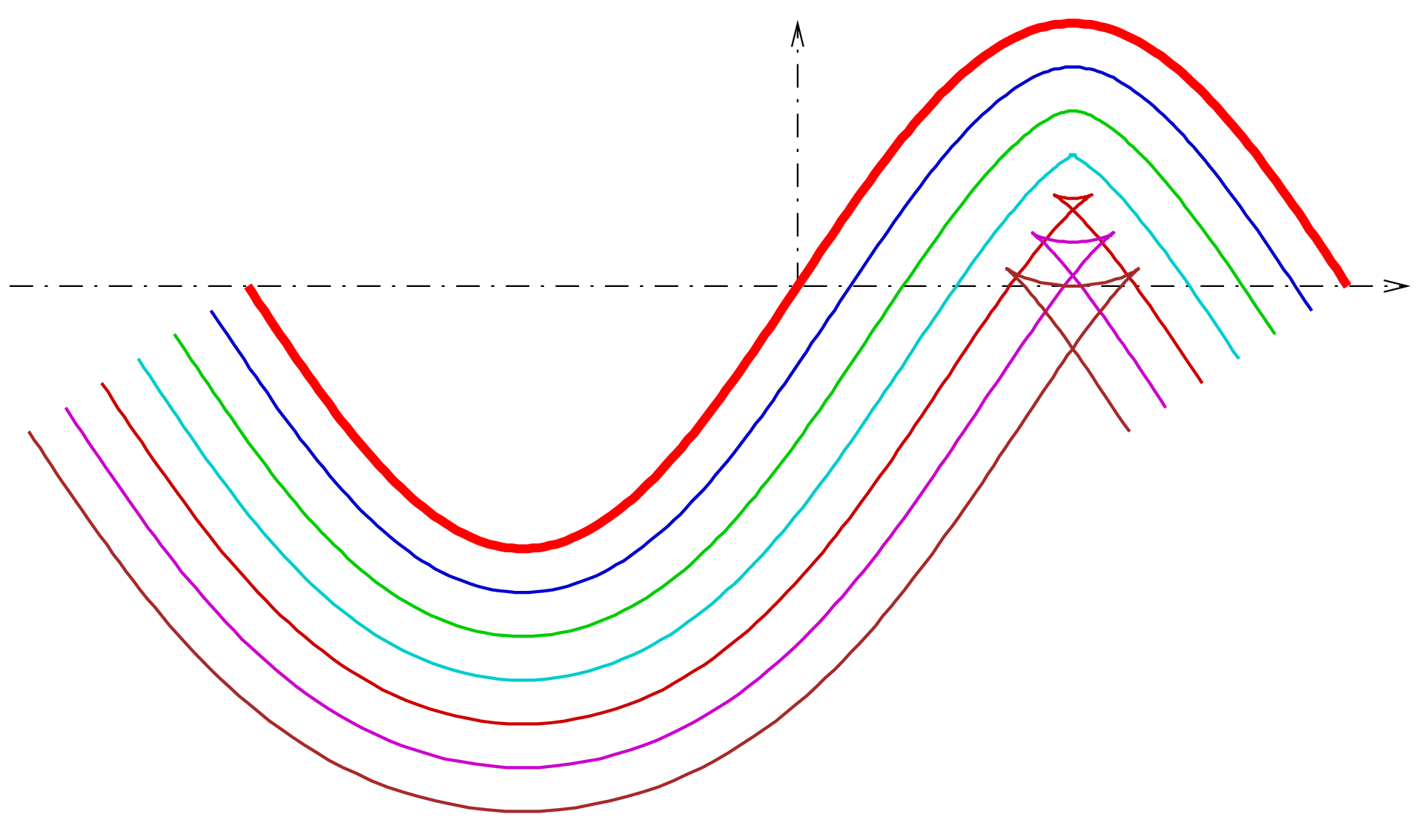
横線:元の症状。それより上:症状の悪化、下:症状の軽減。
薬の使用後に症状が減少したが、薬を中止すると、元の症状より増悪してから、次第に元の水準に戻る。その際、症状の種類は変わらないのが反跳現象、症状数が増加していれば離脱症状と呼び、薬剤特有の症状があったり元にはない症状も含まれる。

反跳作用（はんちょうさよう、rebound effect）とは、同じ薬の服薬を中止するか、服用量が低下した時に一過的に出現する、症状の発症や再発である。再発の場合、その重症度はしばしば治療前より悪化している。また、反跳現象（はんちょうげんしょう、rebound phenomenon）や、リバウンド現象ともいう。
睡眠薬や抗不安薬を中止したことによる不安や不眠の亢進、点鼻薬をやめたことによる鼻づまりなど。

## 反跳現象と離脱症状

元の症状が根治されておらず薬をやめた場合、単に再発したのであれば、この図のように元の水準に戻るだけである。反跳症状では、そうではなく、別図のように元の症状よりも増悪する。

反跳現象は、同じ症状が薬を使う以前より強く現れ、収束していく。離脱症状は、薬の使用前にはなかった症状も含めて強く現れ、収束していく。しかし遷延性離脱症候群のように長期にわたる場合もある。そして、症状の再燃とは、これら反跳現象や離脱症状が去った後に、元と同じような症状が出現することである。

## 鎮静催眠剤
反跳性不安
いくつかの抗不安薬と睡眠薬は反跳作用を持つ。たとえば、ベンゾジアゼピン離脱症候群は重篤な不安と不眠症の原因となり、元の不眠症や不安障害よりも悪化している。ベンゾジアゼピンを中止した患者の約70%に反跳作用が起きる。
反跳症状は、医薬品の慢性的な使用や長期的な薬物依存症の原因となり、一部の患者は、不快で、時に深刻な症状を避けるために、特定の医薬品だけの服薬を継続している。その症状は2つのはっきり異なる現象である：身体依存と反跳作用。
反跳性不眠
反跳性不眠は、原発性不眠症を緩和する睡眠薬の中止に続いて生じる不眠症である。入眠するためのこれらの薬物の日常的な使用は、その作用への身体依存を形成する原因となる。そして、服薬をやめた際にその作用が「反跳する」ことで、離脱症状としての不眠症が起こりうる。時に、この不眠症は治療当初の不眠症よりも悪化していることがありうる。
この問題を引き起こす一般的な薬は、ゾルピデム（マイスリー）やエスゾピクロン（ルネスタ）、ベンゾジアゼピン系の抗不安薬や入眠や睡眠持続に問題があった人に処方される薬である。
反跳性うつ
抑うつ症状は、これまでそのような病気がなかった人にも、新たに現れると思われる。
日中の反跳
反跳現象は、規定通りの服用における中止において生じるだけではない。
たとえば、不安、金属の味、知覚障害といった日中の反跳作用は、典型的なベンゾジアゼピン離脱症候群であり、短時間作用型のベンゾジアゼピン睡眠薬がきれた後に翌日に生じる。他の例では、早朝の反跳不眠症が生じることがあり、急速に半減される睡眠薬がきれると反跳して強制的な覚醒につながり、以前には一晩中ぐっすり寝ていた人も目を覚ますようになる。この問題によく関連していると思われる薬はトリアゾラム（ハルシオン）であり、その高い力価と超短時間の半減期が原因である。他の短時間作用型の睡眠薬でも発生する可能性がある。クアゼパム（ドラール）では、1型ベンゾジアゼピン受容体への選択性と長い半減期のために、投薬中は日中の不安の反跳作用の原因にはならない。睡眠薬が翌日の反跳性離脱作用の原因になるかならないかの決定のために、半減期は非常に重要である。日中の反跳作用は軽度であるとは限らず、時に著しい精神的、心理的な障害を生じさせる。

## 神経刺激薬
デキストロアンフェタミン（アデロール）やメチルフェニデート（リタリン）のような精神刺激薬の反跳作用には、一時的に増大した形の精神病やうつ病やADHD症状の再来が含まれる。メチルフェニデートを断薬したADHDの子供の3分の1に、反跳作用が起きる。

## 抗うつ薬
SSRIを含む多くの抗うつ薬を中止した際に、反跳性のうつ、パニック発作、不安、不眠症が起きることがある。

## 抗精神病薬
抗精神病薬があまりにも急速に中止された際に、精神病の突然かつ重度の発症、あるいは再発が起きる可能性がある。

## α-2アドレナリン作動薬
クロニジン（カタプレス）およびグアンファシン（エスタリック）の中止後に、
治療前を超える反跳性高血圧が観察された。

## 薬物性鼻炎
継続的な局所充血除去薬（スプレー式点鼻薬）の使用は、薬物性鼻炎として知られる持続的な鼻詰まりにつながる。
日本の『鼻アレルギー診療ガイドライン2013年版』においても、長期間の使用により鼻粘膜の反跳現象を起こすため、1日数回使用するなら短期間にとどめるとされている。

## その他

### 副腎皮質ホルモン
例として、乾癬への高力価のコルチコステロイドの使用がある。急な離脱では、はるかに重篤な乾癬が起きる場合がある。そのため離脱は、非常に少ない量になるまで、化粧水で薬を希釈し徐々に行うこと。
2015年に、全米皮膚炎学会（National Eczema Associationの仮訳）はステロイド外用薬離脱についてのシステマティックレビューを行い、その特徴を調査した。
ステロイド外用薬を長期間使用して酒さ様皮膚炎を呈した場合、完治のために中止すると、ほぼ例外なく反跳して紅斑が増悪し、強い場合もあるためそのような現象が避けられないことを、医師は説明する必要がある。ステロイド依存（Steroid addictionの仮訳）では、ニキビ、酒さ、口周囲皮膚炎、毛細血管拡張の症状があるが、ステロイドをやめると炎症、発火、痒みが反跳するため、使用を中止できない。

### 反跳性頭痛
他の例としては、鎮痛薬による反跳性頭痛（薬物乱用頭痛）は、用量が減るか薬が切れると生じる。